# Операції над тензорами
Операції над тензорами

## Додавання тензорів
Для тензорів одного і того ж типу означається операція додавання. А саме, нехай aj1…jqi1…ір i b j1…jqj1…jp — компоненти двох тензорів А і В однакового типу (р, q) ж базисі е1, …, en. Складемо для цього базису (р+q)-вимірну матрицю, елементами якої є суми відповідних компонент тензорів А і В:
с j1…jqi1…ір = aj1…jqi1…ір + b j1…jqj1…jp . З'ясуємо як перетворюються елементи с j1…jqi1…ір при переході до нового базису:
с’ j1…jqi1…ір = aj1…jqi1…ір + b j1…jqj1…jp= ơ j1l1…ơjql1 τk1i1…τ kpip al1…lqk1…kp+ ơ j1l1…ơjql1 τk1i1…τ kpip b l1…lqk1…kp= ơ j1l1…ơjql1 τk1i1…τ kpip(aj1…jqi1…ір + b l1…lqk1…kp)= ơ j1l1…ơjql1 τk1i1…τ kpipc l1…lqk1…kp
Отже, елементи с j1…jqi1…ір перетворюються згідно з формулою (І), тому вони є компонентами деякого тензора С типу (р, q), який називають сумою тензорів А і В: С=А+В. При додаванні тензорів їхні відповідні компоненти додають. Таким чином, операції додавання векторів, лінійних та білінійних функцій, лінійних операторів збігаються з операціями додавання їх як тензорів.
Оскільки компоненти тензорів є елементами деякого поля Р, то із означення операції додавання тензорів випливає, що ця операцій комутативна і асоціативна. Також для кожного типу (р, q) існує такий тензор О (його назва нульовий тензор і його компоненти в усіх базисах рівні нулю), що А+0=А, де А — довільний тензор такого самого типу та існує такий тензор -А (називають тензором протилежним до А, і його компоненти є елементами, протилежними до відповідних компонент тензора А), що А+(-А)=0. Отже, множини всіх тензорів одного й того ж типу утворюють абелеву групу відносно операції додавання тензорів.

## Множення тензора на скаляр
Для тензорів означається. операція множення на скаляри, тобто на елементи того поля Р елементами якого є компоненти тензора. Якщо тензор А типу (р, q) має в базисі е1, …, en компоненти а j1…jqi1…ір, то зіставимо цьому базису (р, q)-вимірну матрицю, елементи якої отримуються | відповідних компонент тензора А домноженням їх на деякий елемент
αєР: b j1…jqj1…jp = αaj1…jqi1…ір . З'ясуємо, як перетворюються
елементи b j1…jqj1…jp при переході до нового базису: b’ j1…jqj1…jp = αа'j1…jqi1…ір = α ơ j1l1…ơjql1 τk1i1…τ kpip al1…lqk1…kp= ơ j1l1…ơjql1 τk1i1…τ kpip (αa l1…lqk1…kp)= ơ j1l1…ơjql1 τk1i1…τ kpip b l1…lqk1…kp. Отже, елементи b j1…jqj1…jp перетворюються згідно з формулою (1), тому вони є компонентами деякого тензора В типу (р, q), який кличуть добутком тензора А на скаляр α: В=αА. При множенні тензора на скаляр на цей скаляр домножують всі його компоненти, такий чин операції множення на скаляри векторів, ліній функцій, лінійних операторів збігається з операцією тензорів.
Оскільки компоненти тензорів і скаляри є (еле)???* поля Р, то операція додавання тензорів і множення те мають наступні властивості: α(βА)=(αβ)А, (α+β)А= аА+аВ,α(А+В)=аА+аВ, 1-А=А. Враховуючи зазначені в операції додавання тензорів, отримаємо звідси, (щ)??? тензорів типу (р^) утворює векторний простір над перевірити, що цей простір є скінченновимірним і дорівнює n(р+q): за його базис, наприклад, можна взяти n(р+q) тензорів Е j1…jqj1…jp, де у фіксованому базисі е1, …, en простору V і при фіксованих індексах Е j1…jqj1…jp є тензором, компонента е j1…jqj1…jp якого
л •■■ ^
дорівнює 1, а решта його компонент рівні 0.

## Множення тензорів
Нехай А — тензор типу (p, q), які в базисі є1, …, en мають відповідно компоненти aj1…jqi1…ір I b j1…jqj1…jp. Зіставимо цьому базису ((p+r)+(q+s)-вимірну матрицю, елементи якої дорівнюють всім можливим доданкам кожної компоненти тензора А на кожну компоненту тензора В. Ці добутки впорядкуємо, домовившись спочатку писати індекси, що відносяться до А, а потім — індекси, що відносяться до В:с j1…jqi1…ір l1…lsk1…kr= aj1…jqi1…ір * b l1…lsk1…kr, З'ясуємо, як перетворюються елементи с j1…lsi1…kr при переході до нового базису: с j1…jqi1…ір l1…lsk1…kr= aj1…jqi1…ір * b l1…lsk1…kr = ơ j1g1…ơjqg1 τh1i1…τ hpip ag1…gqh1…hp * ơ 11m1…ơlsms τn1k1…τ nrkr bv1…msn1…nr= ơ j1g1…ơjqg1 ơ 11m1…ơlsms τh1i1…τ hpip τn1k1…τ nrkr ag1…gqh1…hp bv1…msn1…nr= ơ j1g1…ơjqg1 ơ 11m1…ơlsms τh1i1…τ hpip τn1k1…τ nrkr c g1…gqh1…hp v1…msn1…nr.
Отже, при переході до нового базису с j1…lsi1…kr згідно з формулою (1), тому вони є компонентами деякого типу (р+r, q+s), який називається добутком тензорів А і В: С=А×В
Нехай у векторному просторі V задано дві лінійні функції f і h, що є тензорами типу (0,1) з компонентами а; і bk в деякому базисі e1 …, en (ці компоненти є коефіцієнтами відповідних лінійних форм якими подаються дані функції відносно базису е1 …, en). Зіставимо кожній парі векторів х, ує V з координатний відповідно αi I βk відносно базису e1 …, en елемент f(х)*h(у)єР. Тоді ми отримаємо деяке відображення F:V×V →Р, для якого Р(х, у)=f(x)*h(y)=aiαibkβk= αi βk aibk Отже, побудоване нами відображення F є білінійною функцією, визначеною в просторі V, тобто тензором типу (0,2). Оскільки компоненти aibk тензора F (тобто коефіцієнти відповідної білінійиої форми, якою подається функція F відносно базису e1 …, en |) добутками компонент тензорів f I h, то F=f ®h
Множення тензорів некомутативне. Розглянемо, наприклад, добуток двох тензорів А і В типу (0,1) при п=2. Нехай компоненти першого тензора в деякому базисі е1,е2 будуть а1, а2, а компоненти другого — b1, b2. Тоді в цьому самому базисі тензор А® В буде мати компоненти С11=a1b1, сІ2=а1b2, с21=а2b1,, с22=а2Ь2, а тензор В®А компоненти d11=b1a1,, d12=b1а2, di21=Ь2a1,, d22=Ь2а2. В загальному випадку c12≠d12, с2]≠d21, тому А®В≠В®А. В той же час не важко встановити, що операція множення тензорів асоціативна і дистрибутивна відносно операції додавання тензорів. Легко також бачити, що введена раніше операція множення тензора на скаляр збігається з операцією множення цього тензора на тензор типу (0,0), яким є цей скаляр.
Використовуючи згадане вище подання довільного тензора типу (p, q) через базисні тензори Е j1…jqj1…jp, можна встановити, що довільний тензор типу (р, q) є лінійною комбінацією тензорних добутків, в кожний з яких входить р векторів (тобто тензорів ТИПу (1,0)) І q (ковекторів)??? (тобто тензорів типу (0,1)). Справді, неважко перевірити, що Ej1…jqj1…jp, дорівнює еі] ® … ® еір ® fj1 ® … ® fjq, де є1, …, en — базис простору V, в якому тензор Е задається (р+q)-вимірною матрицею, елемент є V «V якої дорівнює 1, а решта елементів рівні 0, j1…jqj1…jp задає (p+q)-вимірною матрицею, елемент е j1…jqj1…jp якої дорівнює 1, а решта елементів рівні 0;
f1,…,fn — базис простору V*, дуальний до базису є1,…, еп.

## Згортка тензорів
Нехай а j1…jqi1…ір — компоненти деякого тензора А типу (р, q) в базисі є1, …, en причому р≥1, q ≥1. Виберемо який-небудь верхній індекс, наприклад, перший, і який-небудь нижній індекс, наприклад, останній. Для кожного фіксованого набору значень інших індексів утворимо суму тих компонент (тензо)??? яких значення вибраних індексів рівні, тобто в нашому випадку будемо мати: b j1…jq-1 i2…ip = a j1…jq-11i2…ip + a j1…jq-1'22i2…ip + …+ a j1…jq-1'nni2…ip = a j1…jq-1'kki2…ip Зіставимо, далі, ба ((р-1)+(q-1))-вимірну матрицю, утворену з елементів a j1…jq-1i2…ip З'ясуємо, як перетворюються ці елементи при пе базису: b’ j1…jq-11i2…ip = a’ j1…jq-1/kki2…ip = ơ j1l1…ơjq-1 1q-1ơk1q τk1τ k2i2 …τ kpipa l1…lqk1…kp
Але, ОСКІЛЬКИ ơklqτkk1= δk1lq (бо С-1-С=Е), то отриманий вираз дорівнює δk1lq ơ j1l1…ơjq-1 1q-1τ k2i2 …τ kpipa l1…lqk1…kp і в ньому при сумуванні за індексами 1й і к1, будуть рівними 0 всі доданки крім тих, для яких Iq=k1 Позначивши I1=к1=к, остаточно отримаємо ơ j1l1…ơjq-1 1q-1τ k2i2 …τ kpipa l1…lq/kkk1…kp = ơ j1l1…ơjq-1 1q-1τ k2i2 …τ kpipb l1…lqk1…kp отже при переході до нового базису елементи b l1…lqk1…kp перетворюється згідно з формулою (1), тому вони є компонентами деякого тензора В типу (р-1,q-1), який називається згорткою тензора А за першим верхнім і останнім нижнім індексами. Аналогічно оз тензора за будь-яким верхнім і будь-яким нижнім індексом. Взагалі, згорткою двох тензорів називається яка добутку за верхнім індексом одного із співмножників індексом другого співмножника. Наприклад, образ у(у1,…,уп) вектора х(х1,…, хп) при дії лінійного оператора А з матрицею (aij) є згорткою відповідних тензорів — вектора х типу (1,0) і лінійного оператора А типу (1,1): у1 = xjaji. Значення α лінійної функції f з компонентами а; (коефіцієнтами відповідної лінійної форми, як функція) на векторі х(х',…,хп) теж є згорткою відпо тензора і типу (0,1) і тензора х типу (1,0): α=aixi. Аналогічно, значення β білінійної функції F з компонентами aij(коефіцієнтами відповідної білінійної форми, якою подається ця функція) на векторах х(х1,…, хп) і у(у1,…, yn) можна отримати в результаті двократного застосування операції згортання до тензорів F, х і у: спочатку отримаємо тензор типу (0,1) bj= aijxi, а потім — скаляр β=bjyj.
Важливим прикладом є згортка тензора типу (1,1). В результаті отримаємо тензор типу (0,0), тобто скаляр, який не залежить від вибору базису, т. з. інваріант. Тензором вказаного типу є лінійний оператор А з компонентами а ij, які є елементами матриці А цього оператора. Його згортка має вигляд α = а11 + a22 +… + ann, тобто є сумою
діагональних елементів матриці А. Ця сума називається слідом оператора А і позначається trA. Вона не залежить від вибору базису і тому є інваріантом. Звідси випливає, що в подібних матрицях (дин. лекцію 9) суми діагональних елементів рівні. Узагальнюючи, отримуємо один із способів знаходження інваріантів для довільного тензора типу (р, р): для цього потрібно до даного тензора застосувати p разів операцію згортання.
Ще однією важливою ілюстрацією є згортка двох лінійних операторів А і В з компонентами aji і b1k відповідно. Якщо їх згортати за індексами і та 1, то отримаємо тензор типу (1,1) і компонентами ajibik;, що є елементами добутку матриць (aji) та (b1k), тобто отриманий тензор є лінійним оператором АВ. Навпаки, якщо згортка здійснюється за індексами j та к, то отримується тензор типу (1,1) з компонентами ajib1j= b1jaji, тобто
лінійний оператор ВА.

## Транспонування тензорів
Нехай А — тензор типу (р, q), який b базисі e1, …, еп простору V має компоненти а j1…jqi1…ip, що утворюють (р+q)-вимірну матрицю п-го порядку. Транспонуванням цієї матриці за деякими двома індексами (причому однакової) валентності, або обома верхніми, або обома нижніми), наприклад, двома першими верхніми називається така перестановка елементів (цм)??? і матриці, внаслідок чого отримується (р+ч)-вимірна матриця і елементами b j1…jqi1…ip, які пов'язані з елементами вихідної матрппі співвідношенням: bj1…jq-1i1i2i3…ip=a j1…jqi1i2i3…ip. Взагалі під транспонуванням (р+q)-вимірної матриці за деякою множиною індексів (причому всі вони повинні бути або верхніми або нижніми) розуміють результат послідовних транспонувань цієї матриці за деякими різними парами індексів із вказаної множини квадратну матрицю, елементи якої занумеровані двома нижніми індексами, то транспонування її за приводить до заміни рядків цієї матриці її відповідним Нехай тепер кожному базису простору V зіставляється (p+q)- вимірна матриця з елементами b j1…jqi1…ip, яка отримується з матриці компонент а b j1…jqi1…ip тензора А транспонуванням за деякою множиною індексів (причому всі вони або верхні, або нижні).
Покажемо, що матриця з елементами b j1…jqi1…ip визначає деякий тензор В типу (р, q). Зрозуміло, що перевірку достатньо (пр)??? випадку, коли переставляються які-небудь два і довільне транспонування зводиться до послідовних транспонувань зазначеного виду. Крім того, для д верхніх, так і нижніх індексів доведення по суті од доведемо наше твердження для транспонування за верхніх індексів, приклад якого ми вже наводили ви
перетворюються елементи b j1…jqi1…ip при переході до нового базису: b’ j1…jqi1…ip = a’ j1…jqi1i2i3…ip = ơ j1l1…ơjq 1qτ k1i2τk2i2τk3i3 …τ kpipa l1…lqk1…kp
Оскільки індекс, за яким здійснюється сумування, довільним чином, то, замінивши к, на к2 і к2 на к1, дістанемо: b’ l1…lqk1…kp= ơ j1l1…ơjq 1qτ k1i2τk2i2τk3i3 …τ kp ip a l1 …lqi1i2i3…ip = ơ j1l1…ơjq 1qτ k1i2τk2i2τk3i3 …τ kp ip b l1 …lqi1i2i3…ip
Отже, перехід до нового базису здійснюється за формулою(1), тому елементи b j1…jqi1…ip є компонентами деякого тензора В типу (р, q), який називається результатом транспонування тензора А за вказаною множиною індексів.
Неважко зрозуміти, що для двох довільних тензорів АіВ тензори А®В і В®А можна отримати один з одного транспонуванням.

## Симетризація та альтернування тензорів
Р А типу (р, q), контраваріантна валентність р якого наперед задане число s≥2, тобто р≥s. Виберемо які індексів і підрахуємо, скільки різних тензорів мо тензора А, транспонуючи його за даною множиною, щ V вибраних верхніх індексів. Оскільки довільне таке транспонування отримується в результаті послідовних транспонувань, кожне з яких зводиться до перестановки якихось двох індексів з вибраної множини, то кількість різних тензорів, які при цьому отримуються, дорівнює числу різних перестановок, які можна отримати з перестановки (ik1…iks) результаті послідовних перестановок яких-небудь двох індексів. Як відомо, таким чином можна отримати всі s! перестановок із символів ik1…iks, тому число різних тензорів, які можна отримати з тензора А транспонуванням його за даною множиною з s верхніх індексів, дорівнює s!. Додамо всі ці s! тензорів і домножимо отриманий результат на число —.
Отриманий при цьому тензор (він буде такого самого типу (р, q), як і тензор А називається результатом симетризації тензора А за вибраною множиною індексів. Його компоненти позначаються так само, як і компоненти тензора А, але при цьому групу індексів, за якими проводилось транспонування, беруть в круглі дужки (індекси в дужках, які не брали участь в транспонуванні, відокремлюють вертикальними рисками). Аналогічно означають симетризацію за нижніми індексами. Наприклад,
a(i|j|k)=1/2(aijk-akji), aij(klm)=1/6(aijklm+ aijklm+ aijklm+ aijklm+ aijklm+ aijklm)
Розглянемо знову тензор А типу (р, q), де р≥s≥2, і виберемо групу з s верхніх індексів. Якщо ми занумеруємо ці індекси числами 1,…,s, то кожному тензору, який отримується з А транспонуванням за вибраною групою індексів, буде зіставлятися деяка перестановка (і1…і8) номерів 1,…,з. Позначимо через п(і1…і8) кількість інверсій (див. лекцію 5) в цій перестановці. Транспонуючи тензор А за вибраними з верхніми індексами, отримаємо з! тензорів такого самого типу. Додамо всі ці тензори, попередньо домноживши кожний з них на число
(-1)n (i1…is)де (і1…is) — відповідна перестановка номерів вибраних
1 індексів, і потім домножимо отриману суму на число 1/s!—. Отриманий при цьому тензор називається результатом (альте)??? за вибраною множиною з верхніх індексів. Ан альтернування тензора А за нижніми інде альтернованого тензора будемо позначати так (са)??? тензора А, беручи при цьому в квадратні дужки відбувається транспонування (індекси в дужках, я транспонуванні, відокремлюють вертикальними рисками). Наприклад,
а[i|j|k]=1/2(aijk-akji), aij[klm]=1/6(aijklm+ aijklm+ aijklm+ aijklm+ aijklm+ aijklm)
Тензор називається симетричним за парою і верхніх або нижніх), якщо результат його (аль)??? парою індексів дорівнює нульовому тензору. Сим парою індексів тензор не міняється при його тра
індексами. Справді, якщо, наприклад, a[ij]=1/2(aij-aij)=0, то aij=aij Тензор називається симетричним за індексів, якщо він симетричний за будь-якими дві множини. В цьому випадку він не міняється при  транспонуванні за індексами з даної множини. Не що тензор, який отримується в результаті симетрії за деякою множиною індексів, буде симетрія з індексами з цієї множини, причому якщо симетричний за деякою множиною індексів, симетризації за цими індексами збігається з вихідним.
Тензор називається антисиметричним за (деяко)??? (обов'язково верхніх або нижніх), якщо результат цими індексами дорівнює нульовому тензору. В переходить в протилежний при його альтернуванні.
Справді, якщо, наприклад, a(i)j=1/2(aij+aij)= 0, то aij= -aij. Тензор називається антисиметричним за деякою множин антисиметричний за будь-якою парою індексів цьому випадку, як неважко зрозуміти, він не (міня)??? транспонуванні за індексами з вибраної (множи)??? парна перестановка номерів цих індексів, і (перех)??? при будь-якому транспонуванні за індексами якому відповідає непарна перестановка номерів індексів. Справді, транспонування зводяться до послідовного виконання (відповідння відповіджно)??? парної і непарної кількості транспонувань, при яких переставляються лише два індекси. Можна довести, що результат альтернування тензора за деякою множиною індексів буде антисиметричним за цими індексами.
Зауважимо також, що довільний тензор А типу (0,2) однозначно подається у вигляді суми симетричного В і антисиметричного С тензорів. Справді, якщо таке подання існує, то для компонент цих тензорів справджуються рівності: aij= bij+cij =0, де b(ij)=0, с(ij)=0. Тоді, виконуючи альтернування і симетризацію тензора А, дістанемо: a[ij]=1/2(aij-aij)= 1/2(bij-bij)+ 1/2(cij-cij)= b[ij]+ c[ij]= c[ij]= cij, a(ij)=1/2(aij-aij)= 1/2(bij-bij)+ 1/2(cij-cij)= b(ij)+ c(ij)= b(ij)= bij. Отже, якщо вказані тензори В і С існують, то вони єдині. З інщого боку, оскільки : aij=1/2(aij-aij)= 1/2(aij-aij), то А=В+С, де В і С — тензори з компонентами : bij=1/2(aij-aij), cij= 1/2(aij-aij)+ відповідно, причому, як неважко перевірити, тензор В симетричний, а тензор С антисиметричний. Звідси випливає, що довільна білінійна функція як тензор типу (0,2) однозначно подається у вигляді суми симетричної і антисиметричної білінійних функцій. Аналогічне твердження справджується також для тензорів типу(2,0).